# Geranomyia costosetosa
Geranomyia costosetosa is een tweevleugelige uit de familie steltmuggen (Limoniidae). De soort komt voor in het Afrotropisch gebied.